# Traînel
Traînel é uma comuna francesa na região administrativa de Grande Leste, no departamento de Aube. Estende-se por uma área de 19,99 km². Em 2010 a comuna tinha 1 063 habitantes (densidade: 53,2 hab./km²).